# Härkeberga
För andra betydelser, se Härkeberga (olika betydelser).
Härkeberga är kyrkbyn i Härkeberga socken i Enköpings kommun i Uppland.
Byn består av enfamiljshus samt bondgårdar och är belägen runt Härkeberga kyrka. Orten genomkorsas av länsväg C 563. Länsväg C 559 går från Härkeberga till Enköping.
Byn bestod under 1600- och 1700-talet av sex hela mantal, två skatte, ett tillhörigt Danviks hospital, ett frälse, ett krono samt kaplansbostället. Därtill fanns en klockarbostället på en utjord, vilket dock senare kom att rivas och tomten användas för uppförande av ett skolhus.
Härkeberga prästgård ägs av Nordiska museet och utgör en ovanligt välbevarad 1700-talsgård av centralsvensk gårdstyp.

## Härkeberga järnvägsstation
Härkeberga hade en station längs Uppsala-Enköpings Järnväg som öppnades 14 maj 1912 och lades ned 12 maj 1968.